# Hurtsboro
Hurtsboro é uma cidade  localizada no estado americano do Alabama, no Condado de Russell.

## Demografia
Segundo o censo americano de 2000, a sua população era de 592 habitantes.
Em 2006, foi estimada uma população de 560, um decréscimo de 32 (-5.4%).

## Geografia
De acordo com o United States Census Bureau, a localidade tem uma área de 2,7 km², sem área coberta por água. Hurtsboro localiza-se a aproximadamente 107 m acima do nível do mar.

## Localidades na vizinhança
O diagrama seguinte representa as localidades num raio de 48 km ao redor de Hurtsboro.